# Denís Pankrátov
Denís Vladímirovich Pankrátov (ruso: Дени́с Влади́мирович Панкра́тов; 4 de julio de 1974, Volgogrado) es un nadador ruso retirado, especializado en el estilo mariposa, en los años noventa, que es más conocido por ganar dos pruebas de mariposa en los Juegos Olímpicos de 1996 de Atlanta. Su triunfo en los 100 metros mariposa es especialmente recordado por los tramos nadados bajo el agua antes de nadar, en la salida y en el volteo, antes de comenzar a nadar. Entrenó en el Club Volgogrado con el Nadador del Año Yevgeni Sadovi.

## Biografía
Nació en Volgogrado, en la entonces Unión Soviética, y para la edad de 16 años, en 1990 y 1991, ganó el Campeonato Europeo Junior en mariposa. En su primera aparición internacional en categoría senior, acabó en sexta posición en los 200 metros mariposa en los Juegos Olímpicos de 1992 de Barcelona. En 1993, en el Campeonato Europeo en Sheffield, ganó sus primeras medallas internacionales, con medalla de oro en 200 metros mariposa y 4 x 100 metros estilos, y de plata en 100 metros mariposa. Repitió su actuación en los Campeonatos Europeos en Viena, esta vez ganando tres medallas de oro y batiendo el récord de Pablo Morales en 100 metros mariposa con un timempo de 52.32. Mantuvo este record dos años hasta que Michael Klim lo batió.
En los Campeonatos Mundiales en Roma, Pankrátov nadó con los mejores nadadores del mundo. Ganó 200 metros mariposa, quedó segundo en los relevos de 4 x 100 metros estilos y tercero en 100 metros mariposa. Esta competición estableció a Pankrátov como el mejor nadador mariposista del mundo y en los Juegos Olímpicos de 1996 de Atlanta, ganó dos medallas de oro en 100 y 200 metros mariposa y una medalla de plata en el relevo de 4 x 100 metros estilos. Su victoria en 100 metros mariposa fue otro récord mundial con 52.27 segundos, batiendo el récord establecido el año anterior. Ganó los 100 metros mariposa nadando más de 25 metros por debajo del agua en los primeros 50 metros, y otros 15 metros por debajo del agua en los segundos 50 metros. Su actuación, nadando tanta distancia por debajo del agua antes de salir a la superficie para nadar, provocó un cambio de reglas no permitiéndose nadar más de 15 metros por debajo del agua.
Pankrátov intentó sin conseguirlo repetir su éxito en los Juegos Olímpicos de 2000 de Sídney y terminó séptimo en 200 metros mariposa. Se retiró en 2002. En total, estableció siete récords mundiales, tres en piscina larga y cuatro en piscina corta. Sus récords en piscina larga en 100 metros mariposa duraron dos años hasta que fueron batidos en 1997, y su récord mundial de 200 metros mariposa de 1:55.22 duró cinco años antes de ser batido por Tom Malchow de Estados Unidos. Sus récords en piscina corta incluían dos en 100 metros mariposa y otros en 50 metros mariposa y 200 metros mariposa, establecidos en 1997. Fue nombrado Nadador Mundial del año por la Swimming World Magazine en 1995 y 1996.

## Palmarés

### Juegos Olímpicos
- - Juegos Olímpicos de 1996 en Atlanta
    -  Medalla de oro en 100 metros mariposa
    -  Medalla de oro en 200 metros mariposa
    -  Medalla de plata en 4 x 100 metros estilos

### Campeonatos del Mundo
- Campeonato del Mundo en Piscina Larga
  - Campeonato Mundial de Natación de 1994 en Roma
    -  Medalla de oro en 200 metros mariposa
    -  Medalla de plata en 4 x 100 metros estilos
    -  Medalla de bronce en 100 metros mariposa
- Campeonato del Mundo en Piscina Corta
  - Campeonato Mundial de Natación en Piscina Corta de 1997 en Gotemburgo
    -  Medalla de plata en 4 x 100 metros estilos

### Campeonatos de Europa
- Campeonatos de Europa en Piscina Larga
  - Campeonato Europeo de Natación de 1993 en Sheffield
    -  Medalla de oro en 200 metros mariposa
    -  Medalla de oro en 4 x 100 metros estilos
    -  Medalla de plata en 100 metros mariposa

  - Campeonato Europeo de Natación de 1995 en Viena
    -  Medalla de oro en 100 metros mariposa
    -  Medalla de oro en 200 metros mariposa
    -  Medalla de oro en 4 x 100 metros estilos

### Récords
| Precedido por: | Recordman:                                                                                        | Sucedido por: |
| Pablo Morales  | Récord del Mundo de 100 metros mariposa (piscina larga) 23 de agosto de 1995-9 de octubre de 1997 | Michael Klim  |
| Melvin Stewart | Récord del Mundo de 200 metros mariposa (piscina larga) 14 de junio de 1995-17 de junio de 2000   | Tom Malchow   |
| Sin nombre     | Récord del Mundo de 100 metros mariposa (piscina corta) 5 de febrero de 1997-22 de enero de 1998  | Michael Klim  |
| Frank Esposito | Récord del Mundo de 200 metros mariposa (piscina corta) 2 de febrero de 1997-28 de marzo de 1998  | James Hickman |

### Premios
| Precedido por:  | Recordman:                        | Sucedido por:      |
| Kieren Perkins  | Nadador Mundial del Año 1995-1996 | Michael Klim       |
| Alexander Popov | Nadador Europeo del Año 1995-1996 | Emiliano Brembilla |

- Datos: Q463399
- Multimedia: Denis Pankratov / Q463399